# Морень (Ясси)
Морень, Морені (рум. Moreni) — село у повіті Ясси в Румунії. Входить до складу комуни Прісекань.
Село розташоване на відстані 326 км на північний схід від Бухареста, 22 км на схід від Ясс.

## Населення
За даними перепису населення 2002 року у селі проживали 987 осіб, усі — румуни. Усі жителі села рідною мовою назвали румунську.